# Kawhi Leonard
Kawhi Anthony Leonard, ameriški košarkar, * 29. junij 1991, Los Angeles, Kalifornija, Združene države Amerike.
Poznan tudi pod vzdevkom »The Claw«, je košarkar, ki trenutno igra za moštvo Los Angeles Clippers v ligi NBA.
Leonard je svojo profesionalno kariero začel leta 2011, ko je bil na naboru lige NBA izbran 15. s strani ekipe Indiana Peacers, ki pa ga je v menjavi poslala v San Antonio Spurs, kjer je igral 7 sezon. S Spursi je bil leta 2014 prvak lige NBA. Ob tem pa je bil izbran za najkoristnejšega igralca finala lige NBA.
Pred začetkom NBA sezone 2018-2019 so Leonarda prek menjave pripeljali v svoje vrste Toronto Raptors. Popeljal jih je do naslova prvaka NBA in ponovno postal najkoristnejši igralec finala lige NBA. Za kanadsko franšizo je bil to tudi prvi naslov prvaka NBA v njihovi zgodovini.
Po končani sezoni 2018-2019 se je Leonardu iztekla pogodba, zato se je kot prost igralec pridružil Los Angeles Clippers.
Kawhi je štirikrat nastopil na tekmi vseh zvezd lige NBA (2016, 2017, 2019, 2020(All stars MVP)) . Dvakrat je bil tudi izbran za najboljšega obrambnega košarkarja, in sicer v letih 2015 in 2016.

## Zgodnja leta
Kawhi Leonard se je rodil očetu Marku Leonardu in materi Kim Leonard v Los Angelesu, Kalifornija in je tam tudi odraščal. Je najmlajši od petih otrok, ima štiri starejše sestre. Očeta je izgubil leta 2008, ko je bil ubit v svoji avtopralnici.

## Srednja šola
Najprej je obiskoval srednjo šolo Canyon Springs v Moreno Valley, vendar tam ni ostal dolgo. Kmalu je šolo zamenjal za Martin Luther King srednjo šolo, ki jo je tudi uspešno končal. V srednješolskih letih je igral za moštvo King High Wolves. V zadnjem letu je ekipo popeljal do 30 zmag ob le 3 porazih. Njegov soigralec je bil Tony Snell, ki je kasneje prav tako končal v ligi NBA. Njegova srednješolska statistika je v tem letu znašala 22.6 točke, 3.9 asistence in 3.0 blokade na tekmo. S svojimi izjemnimi predstavami si je prislužil naziv California Mr. Basketball.
Spletni portal Rivals.com je Leonarda leta 2009 označil za rekruta s 4 zvezdicami in ga razvrstil kot 48. igralca v državi, 8. med krilnimi košarkarji.

## Univerza
Kawhi je obiskoval San Diego State Univesity, za katero je nastopil na 70 tekmah. V tistem času je bilo košarkarsko moštvo Aztecs te univerze precej neatraktivna destinacija, saj se 6 sezon zapored niso uvrstili na NCAA turnir. Tako je bila odločitev Leonarda, ki je prihajal iz ene najboljših ekip južne Kalifornije, presenteljiva. Glavni razlog zanjo je bila odsotnost ponudb prepoznavnejših šol kot so Duke, Severna Karolina in Kentucky. Najboljše univerze namreč niso menile, da je Leonard dovolj dober za njihov program in so bile prepričane, da ne bo sodil v njihov sistem. V svoji prvi sezoni (2009-2010) je Leonard popeljal svojo ekipo do izkupička 25-9 (zmage-porazi) in do naslova prvaka turnirja Mountain West Conference (MWC). Zbral je največ skokov v MWC, bil izbran za novinca leta MWC in v prvo peterko MWC. Poleg tega si je prislužil tudi naslov najkoristnejšega igralca finala MWC turnirja. Univerza si je priborila avtomatsko uvrstitev na NCAA turnir, vendar je izgubila že vprvem krogu, proti University of Tenessee, z rezultatom 62-59. Kawhi je na tej tekmi zabeležil 12 točk in 10 skokov. Njegova statistika je v sezoni 2009-10 znašala v povprečju 12.7 točke in 9.9 skoka na tekmo.
Tudi v drugi sezoni (2010-2011) je ekipa uspešno nastopala v MWC in končala s še boljšim izkupičkom zmag in porazov: 34-3. Ponovno so osvojili naslov prvaka turnirja MWC. Leonard je bil vodilni igralec v različnih statističnih kategorijah in osvojil je tudi več individualnih nagrad. Aztecs so na NCAA turnirju nastopili bolje kot v prejšnji sezoni in se uvrstili med najboljših 16. Izločili so jih Connecticut Huskies, ki so v nadljevanju postali tudi prvaki turnirja. Leonard je bil izbran v drugo peterko All-America in zapustil San Diego State ter se prijavil na 2011 NBA nabor. V svoji drugi sezoni je izboljšal svojo osebno statistiko in v povprečju dosegal 15.7 točke in 10.4 skoka na tekmo.

## Profesionalna kariera

### NBA Nabor 2011
Po poročanju NBA skavtov je bila Leonardova obramba nevprašljiva. Njegove fizične predispozicije (2.01 metra višine in razpon rok 2.21 metra) so mu omogočile pokrivanje več pozicij. Velika prednost je bilo tudi njegovo skakanje, ki je bilo več kot očitno na NBA nivoju. Največ vprašanj se je porajalo glede njegovih ofenzivnih spretnosti. V srednji šoli je zadel le 25 % poizkusov za 3 točke, zato so se pojavili resni dvomi o njegovi sposobnosti konsistenega zadevanja metov z razdalje v NBA. V svojem arsenalu tudi ni imel specifične napadalne poteze, ki bi mu omogočala stalno doseganje točk. Skavte je skrbela tudi 53 % uspešnost zaključevanja okoli obroča, ki je bila glede na njegove fizične sposobnosti relativno nizka. Tudi spretnosti z žogo niso bile najboljše, vidne so bile namreč pomankljivosti vodenja žoge, kar mu je onemogočalo ustvarjanje boljših priložnosti za met.
Predvsem nizko število doseženih točk je pripomoglo k padcu Leonarda do 15. izbora. Nekatere ekipe so imele celo dva izbora med prvimi 15., vendar se niso odločile za Kawhi-a. Za razliko od večine pa so bili zanj izjemno zainteresirani San Antonio Spurs, ki so v njem prepoznali velik potencial. Z Indiana Peacers so se dogovorili za menjavo, in sicer so dobili 15. izbor na naboru, s katerim so izbrali Leonarda, in pravice za Erazma Lorbka ter 42. izbor. V zameno pa so Peacers-om poslali obetavnega George Hill, ki bi si v San Antoniu težko priboril mesto prvega organizatorja igre ob Tony Parker.

### San Antonio Spurs

#### 2011-12: Novinec v ligi NBA
Njegova prva sezona se je začela z zamikom zaradi NBA lockout. Kot novinec je bil povabljen na tekmo Rising Stars Challenge, v okviru vikenda vseh zvezd (All-Stars weekend), a zaradi poškodbe mečne mišice ni nastopil. Sredi sezone so Spursi v menjavi z Golden State Warriors pripeljali Stephen Jackson za Richard Jefferson. Tako je bil Leonard premaknjen v prvo peterko na pozicijo krilnega igralca. Prložnost je odlično izkoristil in na koncu sezone končal kot 4. po glasovanju za novinca leta lige NBA. Izbran je bil tudi v prvo peterko novincev te sezone.
San Antonio Spursi so redni del sezone končali z izkupičkom 50-16 in se kot prvouvrščeni v zahodni konferenci uvrstili v končnico. Izgubili so v konferenčnem finalu zahoda proti Oklahoma City Thunder z izidom 2-4.
Med poletjem 2012 je bil Leonard izbran v USA men's basketball Select Team, ki je trenirala skupaj z ameriško košarkarsko ekipo za olimpijske igre, v kateri so bili Kobe Bryant, Lebron James, Kevin Durant, Chris Paul in drugi.

#### 2012-13: Nastop v finalu lige NBA
Ponovno je bil povabljen na tekmo BBVA Rising Stars Challenge, kjer je nastopil za ekipo Chuck. Dosegel je 20 točk in zbral 7 skokov v zmagi nad ekipo Shaq z rezultatom 163-135.
Spursi so redni del sezone uspešno zaključili z izidom 58-24, kar je bilo dovolj za uvrstitev v končnico in 2. mesto v zahodni konferenci. Prebiti se jim je uspelo do finala lige NBA, kjer pa so po dolgi in naporni seriji morali priznati premoč na 7. tekmi Miami Heat. Leonard je v finalu dosegal 14.6 točke in 11.1 skoka na tekmo.

#### 2013-14: Prvak lige NBA in najkoristnejši igralec finala
Leonard je še naprej razvijal svoj potencial in v rednem delu sezone dosegal v povprečju na tekmo 12.8 točke, 6.2 skoka, 2.0 asistence, 1.7 ukradene žoge, z 52,2 % metom iz igre. Vrhunec rednega dela je predstavljala tekma z Memphis Grizzlies 6. aprila 2014. Spuri so tekmo zanesljivo dobili z rezultatom 112-92. Leonard je dosegel 26 točk, kar je bil zanj najvišji izkupiček točk v tej sezoni, ki jo je ekipa iz San Antonio-a uspešno zaključila z izidom 62-20. To je bilo dovolj za prvo mesto v zahodni konferenci. Pomemben mejnik za Kawhi-a je bil tudi izbor v drugo obrambno peterko lige NBA.
V končnici so Spursi odlično nastopili in se prebili v finale lige NBA. Ponovno je bil njihov nasprotnik Miami Heat. Na tretji tekmi finala je Leonard z odlično individualno predstavo dosegel največ točk na eni tekmi v svoji karieri, in sicer 29. San Antonio je finale prepričljivo dobil z izidom 4-1. Najkoristnejši igralec finala pa je postal prav Kawhi Leonard. V povprečju je dosegal 17.8 točke na tekmo, z 61 % metom iz igre. Izjemnega pomena pa je bilo tudi njegovo pokrivanje prvega zvezdnika nasprotnikov LeBron James v obrambi. Prisilil ga je v manj metov in stikov z žogo, zato je imel James precej manjši vpliv na potek igre. Leonard je postal tretji najmlajši igralec, ki je osvojil nagrado najkoristnejšega igralca finala (22 let in 351 dni). Poleg tega je postal šele šesti igralec s tem dosežkom, ki pred tem ni nastopil na tekmi vseh zvezd (All-Star).

#### 2014-15: Najboljši obrambni košarkar leta v ligi NBA
Sezona se je za Leonarda začela oteženo. Izpustiti je moral zadnjih šest pripravljalnih tekem in uvodno tekmo sezone proti Dallas Mavericks, zaradi infekcije desnega očesa. Debitiral je tako na tekmi proti Phoenix Suns 31. oktobra, vendar je še vedno imel težave z motnjo vidljivosti. Navkljub težavam je nadaljeval z igranjem in 10. novembra v zmagi nad Los Angeles Clippers, z rezultatom 89-85, dosegel največ točk v sezoni - 26. Zaradi novih zdravstvenih težav - težave z desno roko, v katero je tudi dobil injekcijo - je bil prisiljen izpustiti še nekaj dodatnih tekem. Izpustil je 15 tekem in bil odsoten od 22. decembra do 16. januarja, ko je ponovno zaigral na tekmi proti Portland Trail Blazers, ki so jo Spursi dobili z rezultatom 110-96. Ob povratku je dosegel 20 točk in temu dodal še 4 skoke, 5 asistenc in 3 ukradene žoge.
5. aprila je Kawhi poskrbel za nov vrhunec sezone. Svojo ekipo je popeljal do zmage nad Golden State Warriors z rezultatom 107-92. Pri tem je izenačil svoj najvišji točkovni izkupiček te sezone - 26 točk, ob tem pa je dosegel tudi največ ukradenih žog v svoji karieri - 7. Spursi so sezono zaključili z izkupičkom 55-27, kar je bilo dovolj za 6. mesto v zahodni konferenci. 23. aprila je bil Leonard proglašen za najboljšega obrambnega košarkarja leta v ligi NBA. Postal je šele tretji košarkar ob Michael Jordan in Hakeem Olajuwon, ki je osvojil to priznanje in nagrado za najkoristnejšega igralca finala lige NBA. V svojo osebno statistiko je vpisal 16.5 točke, 7.2 skoka, 2.5 asistence, 2.3 ukradene žoge, pri 48 % metu iz igre, v povprečju na tekmo.
V končnici so izpadli že v prvem krogu proti Los Angeles Clippers-om, z izidom 3-4. Na tretji tekmi je Leonard postavil nov mejnik v svoji karieri in dosegel največ točk na tekmi končnice - 32.

#### 2015-16: Prvi nastop na tekmi vseh zvezd
Po koncu sezone 2014-2015 se je Leonardu iztekla pogodba s Spursi, vendar se je 16. julija 2015 dogovoril za novo petletno pogodbo, vredno 90 milijonov ameriških dolarjev. Sezona se je začela obetavno. Na otvoritvi 28. oktobra je dosegel 32 točk na tekmi proti Oklahoma City Thunder, ki so jo sicer izgubili z rezultatom 112-106. Leonard je postavil nov osebni mejnik doseženih točk na eni tekmi. Novo vrhunsko predstavo je pripravil 3. decembra v zmagi nad Memphis Grzzlies z 103-83. Dosegel je 27 točk in zanj rekordnih 7 zadetih trojk. Odlične predstave so mu prislužile dovolj glasov za tekmo vseh zvezd. Tako je bil 21. januarja 2016 izbran v prvo peterko zahodne konference za tekmo zvezd 2016. Postal je šele 6. igralec v zgodovini San Antonio Spurs, ki je nastopil na tej tekmi. Ekipa zahoda je tekmo prepričljivo dobila z rezultatom 196-173. Leonard je ob tem dosegel 17 točk, temu pa dodal 6 skokov in 3 asistence.
Tudi v nadaljevanju sezone je Kawhi nadaljeval z izvrstnimi nastopi. 23. marca je ponovno dosegel 32 točk na tekmi proti Miami Heat. Tekmo je ekipa s San Antonia dobila z rezultatom 112-88. S to zmago so Spursi podaljšali svoj niz zmag na domačem terenu na 45 tekem. Zmaga nad Toronto Raptors, z 102-95, 2. aprila, je prinesla nov najvišji dosežek točk na eni tekmi Leonarda. Dosegel jih je namreč 33. S to zmago so Spursi dosegli tudi rekordno 64. zmago v eni sezoni, s čimer so presegli 63 dobljenih tekem v sezoni 2005-06. Podaljšali so tudi svoj niz dobljenih tekem na domačem terenu na 39 od začetka sezone. Redni del sezone so končali z izidom 67-15, kar je bilo dovolj za drugo mesto v zahodni konferenci. Leonard je ponovno osvojil nagrado za najboljšega obrambnega košarkarja leta v ligi NBA. Postal je prvi igralec, ki ne igra pozicije centra, ki je nagrado osvojil v zaporednih sezonah po Dennis Rodman. Prvič je bil izbran v prvo peterko lige NBA. Poleg tega je končal 2. v glasovanju za najkoristnejšega igralca sezone, takoj za Stephen Curry. Leonardova statistika je v tej sezoni znašala v povprečju na tekmo 21.2 točke, 6.8 skoka, 2.6 asistence, 1.8 ukradene žoge, pri 51 % metu iz igre.
V končnici so v prvem krogu uspešno izločili Memphis Grizzlies z 4-0. Na tretji tekmi je Leonard z 32 točkami poskrbel za izenačenje svojega najboljšega strelskega izkupička v končnici. V drugem krogu so se pomerili z Oklahoma City Thunder. Na tretji tekmi je Leonard svojo ekipo z 31 točkami in 11 skoki popeljal do vodstva v zmagah z 2-1, vendar so Spursi v nadaljevanju izgubili naslednje tritekme in izpadli iz končnice.

#### 2016-17: Ponovni izbor v najboljšo peterko sezone lige NBA
Novo sezono so 25. oktobta Spursi pričeli z zmago nad Golden State Warriors (129-100). Leonard je blestel z 35 točkami, kar je pomenilo nov osebni rekord, in 5 ukradenimi žogami. Ponovno je svoj najvišji točkovni izkupiček presegel 14. januarja proti Phoenix Suns, ki pa jo je njegova ekipa izgubila s 105-108. Ob porazu je Kawhi dosegel 38 točk. S tem je tudi zabeležil niz 3 zaporednih tekem, na katerih je presegel mejo 30 točk in s tem postal prvi košarkar San Antonia po Tony Parker, ki mu je to uspelo. Ta niz mu je uspelo podaljšati na 5 tekem proti Denver Nuggets 19. januarja, ko je dosegel 34 točk. Istega dne je bil imenovan tudi v prvo peterko ekipe zahodne konference za tekmo vseh zvezd. Dva dni kasneje je ponovno zablestel v zmagi nad Cleveland Cavaliers z 118-115. Še enkrat več je podrl svoj rekord doseženih točk na eni tekmi s strelskim izkupičkom 41 točk. Postal je prvi igralec San Antonia po letu 1986, ki mu je na šestih zaporednih tekmah uspelo doseči 30 točk ali več. S svojimi odličnimi predstavami si je priboril naziv igralec tedna zahodne konference med 16. in 22. januarjem.
13. februarja so San Antonio Spursi premagali Indiana Peacers z 110-106. Leonard je dosegel 32 točk in temu dodal 6 skokov ter 4 ukradene žoge. Ponovno je dosegel niz 5 zaporednih tekem z doseženimi vsaj 30 točkami. Zmaga nad Peacersi je predstavljala 42. v sezoni, kar je pomenilo, da so si Spursi že 20 sezono zapored zagotovili zmagovalni izkupiček. Tekma vseh zvezd je potekala 19. februarja, a na njej Leonard ni pustil večjega pečata. V slabih 15 minutah je zbral le 4 točke, 2 skoka in 2 asistenci. Ekipa zahoda pa si je kljub temu priborila zmago nad vzhodom, z rezultatom 192-182. 6. marca je bil Leonard že 4. v svoji karieri izbran za igralca tedna. Istega dne je njegova ekipa ugnala s 112-110 Houston Rockets. Kawhi je dosegel 39 točk in tem že 91. zaporedno tekmo dosegel dvomestno število točk. S tem je izenačil klubski rekord Tim Duncan iz leta 2002-03.
Spursi so sezono končali z izkupičkom 61-21 in se s tem uvrstili na drugo mesto zahodne konference. Leonard je za sabo pustil iz statističnega vidika najuspešnejšo sezono do sedaj. Dosegal je namreč v povprečju 25.5 točke, 5.8 skoka, 3.5 asistence, 1.8 ukradene žoge, pri 49 % metu iz igre. Njegove odlične predstave so mu prislužile mesto v prvi peterki sezone. Ob tem se je že tretje leto zapored uvrstil tudi v najboljšo obrambno peterko. V glasovanju za najboljšega obrambnega košarkarja in najboljšega košarkarja sezona je obakrat končal na tretjem mestu.
Končnico je ekipa iz San Antonia 15. aprila odprla z zmago nad Memphis Grizzlies s 111-82. Leonard je izenačil svoj najboljši strelski izkušiček v končnici z 32 točkami. Že dva dni kasneje pa je svoj strelski rekord popravil s 37 točkami, dodal pa tudi 11 skokov. Njegova ekipa je prepričljivo premagala Grizzlije z 96-82 in s tem povedla z 2-0 v zmagah. 4. tekma prvega kroga je bila ponovno rekordna za Leonarda. Dosegel je namreč 43 točk, a so Spursi klonili po podaljšku z 110-108. S tem sta se ekipi izenačili po zmagah na 2-2. Na 6. tekmi je Leonard s 29 točkami popeljal svojo ekipo do zmage z rezultatom 103-96 in do napredovanja v naslednji krog z izidom 4-2. V 2. krogu so Spursi uspešno izločili Houston Rockets z 4-2. To jim je uspelo, čeprav Kawhi na 6. tekmi zaradi poškodbe gležnja ni igral. V konferenčnem finalu so se pomerili z Golden State Warriors. Na prvi tekmi je v tretji četrtini Leonard po metu pristal na nogi Zaza Pachulia. Obnovil je poškodbo gležnja in bil primoran zapustiti tekmo s 26 točkami. Poškodba mu je onemogočila nadaljnje nastope v konferenčnem finalu, v katerem je njegova ekipa na koncu izgubila že po 4 tekmah. Okoliščine poškodbe so sprožile veliko polemik, saj so bili nekateri mnenja, da jo je Pachulia povzročil namerno. Da bi preprečile podobne situacije v prihodnosti je prišlo tudi do uvedbe pravila, ki sodnikom dovoljuje, da kaznujejo branilca, ki nasprotniku pri metu ne pusti prostora za varen doskok. Leonard je končnico zaključil s povprečjem 27.7 točk, 7.8 skoka, 4.6 asistence, 1.7 ukradene žoge na tekmo. Pri tem je metal iz igre 52,5 %.

#### 2017-18: S poškodbo zaznamovana sezona
Leonard je debitiral šele 12 decembra proti Dallas Mavericks in izpustil prvih 27 tekem zaradi poškodbe štiriglave stegenske mišice. Do 13. januarja je nastopil na 9 tekmah Tega dne je ponovno zaigral proti Denver Nuggets po 3 tekmah odsotnosti zaradi poškodbe leve rame proti Phoenix Suns 5. januarja. Ponovne težave s štiriglave stegenske mišice so ga 17. januarja dokončno onemogočile. Moral je na rehabilitacijo, čas njegove vrnitve je bil neznanka. Leonardu so zdravniki San Antonia kmalu dali dovoljenje za igro, vendar se je sam odločil, da poišče drugo mnenje. Nametosti med taborom Spursom in Leonarda so začele naraščati. Nihče ni zares vedel časa njegove vrnitve, prav tako pa ekipa ni imela inormacij o poteku njegove rehabilitacije. V javnost so prihjale nenavadne izjave soigralcev in trenerja Gregg Popovich. Ta je na novinarskih konferencah jasno pokazal nezadovoljstvo s situacijo in tudi dal vedeti, da nihče ni pričakoval tako dolgotrajne rehabilitacije. Stanje je dodatno posalbšala izjava soigralca Tony Parker, ki je bil prav tako v tem času okreval po poškodbi, za katero je deja, da je enaka kot pri Leonardu vendar "100 krat hujša". 17. marca so imeli po igralci zaprt sestanek z Kawhi-om. Prišlo je do konfrontacije med Parkerjem in Ginobilijem na eni strani in Leonardom na drugi. Soigralci so mu namreč očitali, da se ni pripravljen žrtvovati za ekipo in ji pomagati v boju za končnico. Srečanje je bilo po poračnju napeto in čustveno. Leonard v sezoni 2017-18 ni več zaigral.

### Toronto Raptors
Odnosi med Leonardom in San Antonio Spursi so se povsem porušili in junija 2018 so bila objavljena poročila, da je Kawhi zaprosil za menjavo v drugo ekipo. Spursi so začeli iskanje za najboljšo ponudbo, vendar so ob tem naleteli na dve oviri. Druge ekipe so bile namreč zadržane glede bogatih ponudb zaradi nejasnosti glede poškodbe Leonarda. Poleg tega pa je imel prvi zvezdnik San Antonia le še eno leto pogodbe, ob tem pa je jasno izrazil svoje namere, da želi kot prost igralec skleniti novo pogodbo z Los Angeles Lakers. Tako bi vsaka druga ekipa imela v praksi Leonarda le na enoletni posoji, za kar pa večina ni bila pripravljena dati svojih boljših igralcev oziroma več izborov na naboru v prvem krogu. Tveganje je nazadnje prevzel predsednik košarkarskih poslov Toronto Raptors - Masai Ujiri. Njegova ekipa je s svojima glavnima zvezdnikoma DeMar DeRozan in Kyle Lowry gladko izgubila v konferenčnem finalu vzhoda s 4-0. Postalo je jasno, da je za Reptors-e v takratni sestavi naslov nedosegljiv. Ujiri se je uspešno dogovoril za menjavo s Spursi, in sicer je v zameno za DeRozan-a in Jakob Poeltl ter zaščiten izbor na NBA naboru 2019 v prvem krogu dobil Leonarda in Danny Green. S tem so se jasno pokazale namere Raptors-ev, da gredo naslednjo sezono na vse ali nič.

#### 2018-19: Drugič prvak NBA in najkoristnejši igralec finala
Ekipo Toronta je čakal velik izziv. Imeli so enkratno priložnost, da se vmešajo v boj za naslov, ob tem pa so želeli Leonarda prepričati v podaljšanje pogodbe, čeprav je pred menjavo jasno izrazil namene, da se želi vrniti v svoje rodno mesto - Los Angeles. Pozorni so morali biti tudi na pristop k Leonardovi poškodbi, nihče si ni namreč želel, da bi se pripretila podobna situacija, kot se je prejšnjo sezono v San Antoniu. Izbrali so posebno strategijo, kjer so Leonardu pustili, da je izpustil nekatere manj pomembne tekme rednega dela sezone zaradi "upravljanja obremenitve" (angleško load management). Prav tako ni igral na tekmah, ki so se odvile drugi dan zapored. Leonard je tako zaigral na 59 od 81 tekem rednega dela.
Leonard je za Raptorse debitiral 17. oktobra na uvodni tekmi sezone, na kateri premagali Cleveland Cavaliers s 116-104. Dosegel 24 točk in 12 skokov. Dva dni kasneje je popravil svoj strelski izkupiček in dosegel 31 točk ob 10 skokih v zmagi nad Boston Celtics s 113-101. Svojo formo je stopnjeval in proti Minnesota Timberwolves 24. oktobra zbral 35 točk. Tekmo so Raptorsi dobili z izidom 112-105. Sezono so tako odprli z nizom petih zaporednih zmag. Proti Boston Celtics so ponovno zaigrali 16. novembra, vendar tokrat klonili po podaljšku z 116-123. Ob porazu je Leonard zbral 31 točk in dodal 15 skokov. 25. novembra je Leonard na tekmi proti Miami Heat dobil prvo tehnično napako svoje NBA kariere v rednem delu sezone. Tekmo je sicer ekipa iz Toronta dobila z rezultatom 125-115, Kawhi je končal kot najboljši strelec svoje ekipe, z 29 točkami, in tudi skakalec, z 10 skoki. 
29. novembra proti Golden State Warriors je zbral največ točk na tekmi v sezoni, in sicer 37. Tekmo so Raptorsi dobili po podaljšku (131-128). med 26. novembrom in 2. decembrom je bil izbran za igralca tedna na vzhodu. Svoj najboljši strelski izkupiček sezone je pononvno izenačil 21. decembra na tekmi proti Cleveland Cavaliers, ki so jo dobili z 126-110. 1. januar je postavil svoj osebni strelski rekord in dosegel 45 točk v zmagi s 122-116 nad Utah Jazz. To je bila zanj že rekordna 14 zaporedna tekma, na kateri je dosegel vsaj 20 točk. Ponovno je bil s 41 točkami in 11 skoki izjemno razpoložen 13. januarja proti Washington Wizards. Tekmo so Raptorsi dobili šele po dvojnem podaljšku, in sicer z 140-38. Leonard je na parketu preživel kar 45 minut. Njegov niz prebite meje 20 točk se je končal na 23. zaporedni tekmi 31. januarja (niz je trajal 22 tekem), ko je ob porazu s 92-105 proti Milwaukee Bucks dosegel le 16 točk. 3. marca je Kawhi znova zablestel v napetem obračunu z Portland Trail Blazers, na katerem je dosegel 38 točk in koš za zmago s 119-117 v zadnjih treh sekundah tekme.
Redni del sezone so Toronto Raptorsi zaključili na 2. mestu vzhodne konference, z izkupičkom 58-24. Leonard je v povprečju dosegal na tekmo 26.6 točke, 7.3 skoka, 3.3 asistence in 1.8 ukradene žoge. Iz igre je metal 50 %. Uvrščen je bil v drugo najboljšo peterko sezone in v drugo najboljšo obrambno peterko sezone.
Drugi krog končnice proti Philadelphia 76ers je Leonard začel izjemno. Dosegel je 45 točk ob 69,6 % metu iz igre in popeljal Raptorse do zmage z 108-95. Postal je šele drugi igralec v zgodovini franšize, ki je v končnici presegel mejo 40 točk (pridružil se je Vince Carter, ki je 2001 dosegel 50 točk). Na 4. tekmi je s 39 točkami in 14 skoki ključno pripomogel k zmagi z rezultatom 101-96. S tem sta se ekipi izenačili v zmagah: 2-2. Serija se je zavlekla do odločilne 7. tekme, na kateri se je Leonard ponovno pokazal v veliki luči. Zadel je ključni met ob zvoku sirene in svoji ekipi prinesel zmago s 92-90. Sam met se bo zapisal v zgodovino košarke, Kawhi je metal iz težkega položaja v kotu in po večkratnem odboju žoge od obroča, se je le ta uspešno zvalila skozi in prinesla napredovanje kanadski ekipi. To je bil prvi uspešen met ob zvoku sirene na 7. tekmi končnice v zgodovini lige NBA. Poleg odločilnega meta je Leonard k zmagi prispeval tudi 41 točk, ob nekoliko slabšem metu iz igre (16-39).
Svoj zmagoviti pohod so Raptorsi nadaljevali v konferenčnem finalu vzhoda proti Milwaukee Bucks. Leonard je pononvno izstopal. Poleg neverjetnih predstav v napadu, pa je ponovno veliko vlogo odigrala njegova obramba. Pokrival je namreč prvega zvezdnika nasprotne ekipe - Giannis Antetokounmpo, ki je bil do tedaj za vse nasprotnike nerešljiva uganka. Svoje delo je Kawhi opravil z odliko, saj je Giannisu dovolil v povšrečju polovico manj točk kot naslednji najbolj uspešen branilec, ki je pokrival Grka. Na 3. tekmi je dosegel 36 točk, od tega 8 v drugem podaljšku, in prinesel zmago svoji ekipi (118-112). S tem se je zmanjžal zaostanek Toronta v zmagah na 1-2. V nadaljevanju pa je prišlo do preobrata in na 5. tekmi so po zmagi s 105-99 Raptorsi povedli v seriji s 3-2. Pononvno je imel odločilno vlogo na tekmi Kawhi, ki je bil prvi strelec s 35 točkami, ob tem je zadel tudi 5 metov za 3 in zbral 7 skokov. Na 6. tekmi je Torontu uspel zgodovinski uspeh, saj se jim je prvič v zgodovini franšize uspelo uvrstiti v finale lige NBA. Ob ključni zmagi s 100-94 je Leonard prispeval 27 točk in 17 skokov. Piko na i je postavil z zabijanjem prek Giannis Antetokounmpo, po uspešno ukradeni žogi soigralca Kyle Lowry.
V Finalu so Toronto čakali Golden State Warriors, ki so bili že od začetka sezone obravnavani kot nesporni favoriti za osvojitev naslova. Kljub temu pa so Warriorsi imeli veliko nesreče s poškodbami. Na prvih 4 tekmah niso mogli računati na prvega zvezdnika Kevin Durant, ki se je vrnil šele na 5. tekmi, a se na njej ponovno hudo poškodoval. Poleg tega je na zadnji, 6. tekmi, hujšo poškodbo staknil še Klay Thompson. Kljub temu pa se je Leonard v finalu zapisal v zgodovino in prikazal eno najboljših predstav finala lige NBA vseh časov. Na 2. tekmi je ob porazu s 104-109 prispeval 34 točk in dodal 14 skokov. Raptorsi so na 4. tekmi povedli v seriji s 3-1 po zmagi na gostovanju z 105-92. Ključen mož je bil zopet Kawhi, ki je zabeležil 36 točk ob 12 skokih. Na 6. tekmi je s 22 točkami poskrbel za končno zmago v seriji s 4-2 (tekma se je končala z izidom 114-110) in osvojitev naslova prvaka lige NBA. Za Raptorse je bil to prvi naslov, za Leonarda pa drugi v karieri. Ob tem je postal že drugič najkoristnejši igralec finala lige NBA. S tem dosežkom se je pridružil LeBron James in Kareem Abdul-Jabbar, ki sta do takrat edina osvojila ta naziv z dvema različnima ekipama. V končnici je Leonard dosegel 732 točk, kar ga uvršča na tretje mesto na večni lestvici po najvišjem doseženem številu točk v končnici, takoj za LeBron James (748 v letu 2018) in Michael Jordan (759 v letu 1992). Njegova statistika je znašala v povprečju na tekmo 30.5 točke, 9.1 skoka, 3.9 asistence in 1.7 ukradene žoge. Ob tem je metal iz igre 49 %.

### Los Angeles Clippers

#### Prost igralec
V petletni pogodbi, ki jo je Kawhi podpisal leta 2015, je bilo zadnje leto izbirno. To je pomenilo, da se bo Leonard lahko sam odločil, ali po izkoristil zadnje leto pogodbe ali ne. Po pričakovanjih se za koriščenje ni odločil, saj se to ni splačalo že iz ekonomskega vidika. Zadnje leto mu bi namreč prineslo 21.3 milijona ameriških dolarjev, na trgu pa je imel ponudbe prek 30 milijonov ameriških dolarjev. 30. junija se je začel prestopni rok (angleško free agency) in posledično spopad med glavnimi akterji na trgu za Leonarda, ki je veljal za najboljšega in najbolj zaželenega igralca na voljo. Kmalu so bili jasni trije možni scenariji: Kawhi ostane v Torontu, Kawhi se pridruži Los Angeles Lakers ali Kawhi postane član Los Angeles Clippers. Med tem ko je večina vidnejših prostih imen sklenila pododbo z moštvom kmalu po 30. juniju, si je Leonard vzel čas za premislek in odločitev. V javnost je prihajalo veliko nasprotujočih si informacij o njegovi odločitvi, vendar nihče ni zares vedel kaj se dogaja v njegovem taboru. Kawhi je vedno veljal za zelo zaprtega igralca, ki mu medijska pozornost prav nič ne diši, ima le ozek krog zaupnikov, s katerimi sprejema pomebne odločitve o svoji karieri.
5. julija zvečer je v Južni Kaliforniji ob odjeknil močan potres z magnitudo 7.1. Kmalu za tem pa se je košarkarski svet ponovno zatresel: Kawhi Leonard je izbral Los Angeles Clippers. Ekipa, ki je bila v vsej svoji zgodovini v senci Lakersov, je pripeljala najbolj zaželenega igralca prestopnega roka. Kmalu za novico o Leonardovi odločitvi pa je prišlo na dan novo poročilo, da so se Clippersi z Oklahoma City Thunder dogovorili za menjavo, s katero so v svoje vrste pripreljali še enega zvezdnika - Paul George. Zanj so plačali veliko ceno, saj so v drugo smer morali poslati štiri nezaščitene izbora v prvem krogu nabora, en zaščiten izbor v prvem krogu in dve možnosti zamenjave izbora v prvem krogu nabora. Ob tem so se morali posloviti tudi od obetavnega Shai Gilgeous-Alexander in Danilo Galllinari. Čeprav so bili primorani plačati visoko ceno, pa so Clippersi s to potezo postali glavni favoriti za osvojitev naslova v naslednjih sezonah. Kmalu je postalo jasno tudi, da se Leonard ne bi pridružil, če skupaj z njim ne bi prišel še en zvezdnik. V nasprotnem primeru, bi lahko končal pri mestnih rivalih Lakersih, ki imajo v svojih vrstah že LeBron James in Anthony Davis ter bi tako postali nova super-ekipa po razpadu dinastije Golden State Warriors. Clippersi so se tega še posebej bali, zato so bili pripravljeni za George-a ponuditi izjemno veliko. Glavni razlog za Leonardovo izbiro Clippersov je bil poleg lokacije v rodnem kraju, kamor se je že pred letom želel vrniti, tudi izjemno ambiciozno in kompetentno vodstvo. Clippersi so namreč po menjavi lastništva v letu 2014 zapluli v povsem drugačne vode. Dobili so energičnega in ambicioznega lastnika Steve Ballmer, ki je uspel sestavil izjemno ekipo. Pripeljali so trenerja Doc Rivers, ki je v sezoni 2007-08 z Boston Celtics osvojil naslov prvaka. Moštvu se je kot svetovalec pridružil legendarni Jerry West. Vodenje pisarne pa je odlično prevzel Lawrence Frank. Kawhi si tudi ni želel ustvariti nove super-ekipe skupaj z LeBron James, temveč se je raje odločil, da bo tekmoval proti njemu.
Leonard je s Clippersi podpisal triletno pogodbo (zadnje leto je izbirno) vredno 103.1 milijonov ameriških dolarjev.